# Muhammad I al-Mustansir
Abu Abd Allah Muhammad I al-Mustansir (in arabo أبو عبد الله محمد المستنصر‎?; 1228 – 1277) è stato il secondo sovrano della dinastia hafside in Ifriqiya e il primo ad arrogarsi il titolo di Califfo. Salì al trono dopo la morte del padre Abu Zakariyya Yahya, avvenuta nel 1249.
Il suo nome era Abū ʿAbd Allāh Muhammad e assunse il laqab di al-Mustansir bi-llah, ossia "Colui che è reso vincitore da Dio" nel 1253.
Il suo regno viene ricordato perché si vociferò in ambiente cristiano europeo (ma senza alcun serio riscontro) della sua disponibilità a convertirsi al Cristianesimo. La speranza quindi di un troppo ottimista San Luigi IX era quella che, grazie a quell'importante conversione, le forze crociate francesi e quelle hafsidi avrebbero potuto facilmente aggredire da est il sultanato mamelucco di Egitto e Siria: passo che si riteneva indispensabile per condurre a buon esito una nuova crociata che il sovrano di Francia intendeva lanciare dopo il fallimento della Settima crociata nell'area di Damietta (Egitto).
La notizia si rivelò destituita di qualsiasi fondamento e l'esercito che Luigi sperava si potesse unire a quello hafside per la progettata invasione dei domini mamelucchi, si trasformò in un esercito nemico di al-Mustansir.

A nulla servì l'assedio portato a Tunisi dai Crociati. Un mese dopo tale inizio, nel 1270, una malattia portò anzi alla morte il Re santo e l'esercito crociato fu riportato in patria dal fratello di Luigi, Carlo.